# Sarentino
Sarentino (Sarntal) é uma comuna italiana da região do Trentino-Alto Ádige, província de Bolzano, com cerca de 6.620 habitantes. Estende-se por uma área de 302 km², tendo uma densidade populacional de 22 hab/km². Faz fronteira com Avelengo, Campo di Trens, Chiusa, Fortezza, Meltina, Racines, Renon, San Genesio Atesino, San Leonardo in Passiria, Scena, Varna, Verano, Villandro.

## Demografia
| Variação demográfica do município entre 1861 e 2011                               |
|                                                                                   |
| Fonte: Istituto Nazionale di Statistica (ISTAT) - Elaboração gráfica da Wikipedia |